# Gadakot
Gadakot (nepalski: गाडाकोट) – gaun wikas samiti w zachodniej części Nepalu w strefie Lumbini w dystrykcie Palpa. Według nepalskiego spisu powszechnego z 2001 roku liczył on 1048 gospodarstw domowych i 5795 mieszkańców (3045 kobiet i 2750 mężczyzn).